# 伊藤進 (フランス文学者)
伊藤 進（いとう すすむ、1949年 - ）は、日本のフランス文学者、中京大学教養部教授。中世からルネサンス期にかけてのフランスにおける文学や表象論を専攻している。
愛知県出身。愛知県立大学外国語学部フランス学科卒業、名古屋大学大学院文学研究科仏文学専攻修士課程修了。

## 著書
- 『怪物のルネサンス』（河出書房新社、1998年）
- 『森と悪魔 - 中世・ルネサンスの闇の系譜学』（岩波書店、2002年）

### 訳書・編著
- イヴォンヌ・ベランジェ『プレイヤード派の詩人たち』（高田勇との共訳、白水社、1981年）
- 『ノストラダムス予言集』（岩波書店、1999年） - ピエール・ブランダムール校定の原文を基にした、高田勇との共編著。
- エルヴェ・ドレヴィヨン、 ピエール・ラグランジュ『ノストラダムス - 予言の真実』（日本語版の監修、創元社、2004年）
- 『フランス・ルネサンス文学集1　学問と信仰と』、宮下志朗、平野隆文と編訳（編者代表）
  - 『2 笑いと涙と』、『3 旅と日常と』（白水社、2015年 - 2017年）